# 進藤中
進藤 中（しんどう なかば、1947年8月21日 -  ）は、日本の銀行家。山梨中央銀行代表取締役会長。一般社団法人山梨県銀行協会会長。甲府商工会議所会頭。

## 経歴
- 北杜市小淵沢町出身。
- 中央大学経済学部卒業後、1972年（昭和47年）山梨中央銀行入行。日下部、八王子市の各支店長や、営業本部情報調査部長、取締役人事部長、常務取締役経営企画部長と幅広い分野に携わり、専務から2011年（平成23年）6月29日 頭取に就任[3][4]。
- 2018年旭日小綬章受章[5]。
- 座右の銘は「堪忍は一生の宝」。実家の扁額にあった山岡鉄舟の書のことわざという。部下に気持ちよく働いてもらうには我慢しなければならない部分がたくさんある。管理職の在り方を考える上で役に立った[3]。